# Groupe de femmes pour l'abolition des mutilations sexuelles
Pour les articles homonymes, voir GAMS.
Le Groupe pour l’abolition des mutilations sexuelles féminines, des mariages forcés et autres pratiques traditionnelles néfastes à la santé des femmes et des enfants (GAMS), a été fondé en France en 1982 par des femmes d'origine africaine et occidentale. 
L'association est reconnue comme la section française du comité inter-africain[Lequel ?] créé à Dakar en 1984. Elle a pour but de mettre fin à des pratiques religieuses ou culturelles mutilantes et dangereuses comme l'excision. De nombreux pays sont traditionnellement concernés par ces pratiques qui se sont également répandues dans les pays d'immigration.
Axelle Jah Njiké qui est une autrice féministe païenne franco-camerounaise et podcasteuse en est l'une des administratrices.

## Liste de pays
- Bahreïn ;
- Burkina Faso ;
- Centrafrique ;
- Égypte ;
- Érythrée ;
- Éthiopie ;
- Indonésie ;
- Irak ;
- Kenya ;
- Mali ;
- Nigeria ;
- Oman ;
- Sénégal ;
- Somalie ;
- Soudan ;
- Yémen.